# 鈴木理沙
鈴木 理沙（すずき りさ、1983年9月29日 - ）は、日本のプロボウラー。神奈川県出身。相模原パークレーンズを経て現在は株式会社日本ケアクオリティー所属。用具契約はABS（アメリカンボウリングサービス）。
2008年にプロ入り（41期生・JPBAライセンス番号444）。右投げ。京都産業大学卒業。『ボウリング革命 P★League』でのニックネームは「リトル★ファンタジスタ」。

## 人物
小学4年生のころにはすでにマイボールを所有していた。大学3年の時に全日本のナショナルチームのメンバーとして参加した海外遠征から帰国し、プロになることを決意する。
自転車プロロード選手の鈴木真理とは、いとこの関係である。
2019年より相模原パークレーンズに所属。
2020年7月11日、プロボウラーの谷合貴志と結婚したことを自身のブログで発表。
Ｐリーグ2021年シーズン途中から産休のため欠場。代わりに同期の鈴木亜季が出場した。
2021年11月17日、第一子出産を発表。
2022年12月19日、第二子出産を発表。
2023年よりトーナメントへ本格復帰を目指し出場した下半期女子トーナメント出場順位決定戦に於いて優勝。
同年10月2日、同月末日をもち相模原パークレーンズとの専属契約の終了を発表。
身長は153cm。血液型はA型。好きな言葉は「不退転」。

## 実績

### 2009年
- 第33回ABSジャパンオープン女子チーム戦 優勝

### 2010年
- プロボウリングレディース新人戦 4位

### 2011年
- プロボウリングレディース新人戦 7位

### 2012年
- 千葉女子オープンボウリングトーナメント 18位
- プロボウリングレディース新人戦 13位

### 2013年
- 全日本ミックスダブルス 11位

### 2015年
- プリンスカップ 29位

### 2018年
- 関西オープン 30位

### 2019年
- プリンスカップ 12位
- 宮崎プロアマオープン 9位（タイ）
- JPBA WOMEN`S ALL STAR GAME 2019 8位

### 2020年
- JPBA WOMEN'S ALL STAR GAME2020 21位
- CRYSTALCUP　10位
- APAプレゼンツプロボウリングトーナメント女子9位
- 全卸連プレゼンツSSSカップ2020女子12位

## テレビ出演
- ハロプロ!TIME（2011年7月28日、テレビ東京）
- 雨上がり決死隊のトーク番組アメトーーク!（2011年8月18日、テレビ朝日） - 「Pリーグ芸人」のプレゼンターとして出演。
- サクセス登龍門（2011年10月4日、BS11）
- MUSIC JAPAN（2011年12月18日、NHK総合）
- 炎の体育会TV（2012年3月5日、TBS）
- 目指せ100万円!!BLACK$MILLION（2013年4月6日、テレビ東京系）

## CM出演
- オリロー